# Рат за воду (Боливија)
Рат за воду у Кочабамби је био низ протеста који су одржани у Кочабамби, четвртом по величини граду у Боливији, између децембра 1999. и априла 2000. године као одговор на приватизацију градског комуналног водовода СЕМАПА. Талас демонстрација и полицијског насиља описан је као јавни устанак против цена воде.
Тензије су избиле када је нова фирма, Агвас дел Тунари – заједничко предузеће које укључује Бехтел – морала да инвестира у изградњу дуго замишљене бране (приоритет градоначелника Манфреда Рејеса Виле), па су драстично подигли цене воде. Протести, углавном организовани кроз Координацију (Коалиција за одбрану воде и живота), коалицију заједнице, избили су у јануару, фебруару и априлу 2000. године, кулминирајући десетинама хиљада људи који су марширали у центар града и борили се са полицијом. Погинуо је један цивил. Дана 10. априла 2000. године, национална влада је постигла споразум са Координадором да поништи приватизацију. Жалба страних инвеститора решена је споразумно у фебруару 2001. године.

## Економска позадина Боливије
Обнављање цивилне власти у Боливији 1982. године окончало је деценије војних диктатура, али није донело економску стабилност. Године 1985, са хиперинфлацијом од 25 хиљада процената годишње, мало страних инвеститора би пословало у земљи. Боливијска влада се обратила Светској банци као последњем средству против економског слома. Током наредних 20 година, узастопне владе су следиле одредбе Светске банке како би се квалификовале за континуиране зајмове од организације.

## Светска банка
Светска банка је рекла да су "сиромашне владе често превише оптерећене локалном корупцијом", слично је и Светска банка навела да "не би требало давати субвенције за ублажавање повећања тарифа за воду у Кочабамби". The New Yorker је известио о мотивима Светске банке: „Већина најсиромашнијих насеља није била прикључена на мрежу, тако да су државне субвенције и водовод одлазили углавном на индустрију и насеља средње класе; сиромашни су плаћали далеко више за воду сумњиве чистоће од камиона и ручних колица. По мишљењу Светске банке, то је био град који је вапио за приватизацијом воде.
Пројекат Мисикуни је касније наставио Ево Моралес када је девет година касније постао председник Боливије. То је оправдано кроз своје предности за производњу хидроенергије и наводњавање, као и за снабдевање питком водом за град Кочабамба. Изградња бране је почела у јуну 2009. године, а завршена је у септембру 2017. године.

## Закон 2029
Закон 2029 био је једна од главних тачака неслагања између демонстраната и владе. Првобитна намера закона била је да се уведу концесије и дозволе за снабдевање пијаћом водом за градове са више од 10.000 становника. За многе Боливијце, примена закона 2029 и уступци који су га пратили симболизују све оно што није у реду са неолибералном развојном стратегијом – њен очигледан недостатак бриге за правичност, њено одбацивање улоге државе, и у земљи са веома дугу традицију антиимперијалистичке реторике, закон је представљао преференцијални однос према страном капиталу у односу на национални интерес. Ово противљење које је изразила заједница произашло је из читавог политичког спектра. Традиционална левица је тврдила да је пренос државне имовине на приватна предузећа неуставан, док се десница противила денационализацији предузећа која је сматрала виталним и стратешким.

## Протести и ванредно стање
Почевши од почетка јануара 2000. године, почели су масовни протести у Кочабамби са Оскаром Оливером међу најотворенијим лидерима против повећања стопа и накнадног искључења воде. Демонстранти су се састојали од реганата (сељака иригатора) који су улазили у град или под сеоским заставицама, или носећи вифалу; придружили су им се хубиладоси (пензионисани фабрички радници) под вођством Оливере, и чолити. Младићи су почели да покушавају да заузму трг и постављена је барикада преко надолазећих путева. Убрзо су им се придружили радници на комаде, запослени у трезорима и улични продавци (велики сегмент привреде од затварања државних рудника калаја). Анархисти из средње класе дошли су са Универзитета у Кочабамби да осуде Светску банку и Међународни монетарни фонд и неолиберализам. Најснажније присталице демонстрација су извучене из растуће градске популације бескућне деце са улице.

## Уметност
- О овом рату направљен је анимирани филм по имену Abuela Grillo.
- Чак и киша (шп. También la lluvia) је шпански драмски филм из 2010. редитеља Исијара Болајна о редитељу Себастијану (Гаел Гарсија Бернал) који путује у Боливију да сними филм о шпанском освајању Америке. Он и његова посада стижу 2000. године током напетог времена кризе воде у Кочабамби.
- Протести у Кочабамби приказани су у документарном филму The Corporation из 2003. године.
- Радња филма о Џејмсу Бонду из 2008. Зрно утехе је у великој мери заснована на воденом рату у Кочабамби.[11]